# Мама Миа! (мјузикл, представа)
Мама миа! (енгл. Mamma Mia!) је мјузикл који премијерно изведен 2015. година у Позоришту на Теразијама. Од марта 2015. године, Београд је, попут Лондона, Њујорка, Париза и Москве, добио своју верзију овог спектакла који је од првог извођења у Лондону 1999. године освојио више од 60 милиона гледалаца у преко 50 земаља.

## О мјузиклу
Многи би рекли да је главни разлог популарности мјузикла Мама миа управо музика групе ABBA, али она је позната још од 1974. године, када је група победила на Евровизији. Ипак, мјузикл Мама миа није први који се ослања на већ популарну музику. На пример, „The Last Ship“ са Стинговом музиком доживео је неуспех на Бродвеју, упркос томе што је сам Стинг учествовао у представи. У случају Мама миа, суштина је вероватно у снажној и добро испричаној причи. Весела, емотивна, драматична или сентиментална – свака успешна представа мора имати причу која публику држи до самог краја. Без ње, чак и најбољи плес или музика не могу да носе целу продукцију.

### Радња
У овом мјузиклу спојене су судбине несташне Софи, која покушава да открије ко јој је отац, и њене мајке Доне, која се суочава са љубавима из прошлости. Уз све то, уклопљени су хитови групе ABBA, што је резултирало комбинацијом која је освојила публику широм планете.

### Београдска продукција
Позориште на Теразијама је у мјузикл укључило искључиво домаће уметнике – глумце, балет, оркестар, хор и комплетно позоришно особље.

### Сарадња и подршка
Велики допринос донео је и Јуре Франко, некадашњи олимпијац из 1984. године, који је данас успешан позоришни продуцент. Он је обезбедио лиценцу за извођење овог дела и додатно – лично уложио своја средства у копродукцију. Његова подршка омогућила је да се 27. марта 2015. године „Мама миа“ први пут изведе у овом делу Европе.

## Премијера и пријем код публике
На Светски дан позоришта, 27. марта 2015. године, премијера је одржана у препуном Позоришту на Теразијама. Представу прати 30 највећих хитова ABBE и 150 глумаца, играча и чланова хора, хитови су за ову прилику адаптирани на српски језик, уз задржане рефрене у оригиналу. Главну улогу Доне тумачи Јелена Јовичић, док улогу Софи игра више младих глумица – Ива Стефановић, Милена Живановић и Татјана Димитријевић. Мјузикл је наишао на одличан пријем код домаће публике. Више од 50.000 гледалаца је већ уживало у представи, која је у јануару 2019. године доживела своје јубиларно 100. извођење. Након Београда, представа је изведена и у Љубљани, где ју је реализовао исти тим, у сарадњи са позориштем на Теразијама. Јуре Франко, који је организовао и словеначку продукцију, довео је комплетну екипу из Љубљане у Београд ради припрема. Затим  и у Хрватској. Од 2018. године представа  је изведена и у Македонији, Бугарској и Румунији. 